# Зельонтково (Любуське воєводство)
Зельонтково (пол. Zielątkowo) — село в Польщі, у гміні Дрезденко Стшелецько-Дрезденецького повіту Любуського воєводства.
Населення — 80 осіб (2011).
У 1975-1998 роках село належало до Гожовського воєводства.

## Демографія
Демографічна структура станом на 31 березня 2011 року:
|          | Загалом | Допрацездатний вік | Працездатний вік | Постпрацездатний вік |
| -------- | ------- | ------------------ | ---------------- | -------------------- |
| Чоловіки | 41      | 8                  | 28               | 5                    |
| Жінки    | 39      | 7                  | 25               | 7                    |
| Разом    | 80      | 15                 | 53               | 12                   |